# محمد بن علوي العيدروس
محمد بن علوي العيدروس الملقب «سعد» (1351 - 1432 هـ) إمام وكاتب ومدرس لتعاليم القرآن الكريم. عاش زهيدا متواضعا بعيدا عن الأضواء لكنه كان عند الناس ظاهرا بما أخرجهم من حفاظ وبما ألفه من كتب وصلت قرابة المائة عنوان بين الدينية والعلمية والثقافية أثرت المكتبة المعرفية الحضرمية واليمنية.

## نسبه
محمد بن علوي بن عمر بن عيدروس بن علوي بن عبد الله بن علوي بن عبد الله بن حسن بن علوي بن عبد الله بن أحمد بن حسين بن عبد الله العيدروس بن أبي بكر السكران بن عبد الرحمن السقاف بن محمد مولى الدويلة بن علي بن علوي الغيور بن الفقيه المقدم محمد بن علي بن محمد صاحب مرباط بن علي خالع قسم بن علوي بن محمد بن علوي بن عبيد الله بن أحمد المهاجر بن عيسى بن محمد النقيب بن علي العريضي بن جعفر الصادق بن محمد الباقر بن علي زين العابدين بن الحسين السبط بن الإمام علي بن أبي طالب، والإمام علي زوج فاطمة بنت محمد ﷺ.
فهو الحفيد 35 لرسول الله محمد ﷺ في سلسلة نسبه.

## مولده ونشأته
ولد بمدينة تريم في حضرموت سنة 1351 هـ ونشأ وترعرع بها وأخذ عن علمائها خصوصا في أزهر حضرموت رباط تريم، بعد ذلك انتقل إلى عدن في سنة 1371 هـ لكسب لقمة العيش ومكث بها نحو عشرين سنة يعمل بها في جمع الطوابع البريدية ويكتسب منها حتى ألقي به في السجن على أيدي الحكومة الشيوعية، حيث لقي معاملة قاسية من الحكومة وقتها بل وزج به في السجن ليمكث فيه ثلاث سنوات ونصف وفيها حفظ القرآن الكريم كاملا.

## إمامته وتدريسه
بعد خروجه من السجن عام 1395 هـ رجع إلى مدينته تريم وطاب له المقام بها إماما في مسجد السقاف. ثم وفي عام 1397 هـ فتح معلامة لتحفيظ القرآن الكريم وهي معلامة أبي مُريّم التي أغلقت إبان الحكم الشيوعي، وتتلمذ على يديه الجم الغفير من الراغبين في حفظ هذا الكتاب العظيم، وكما قام أيضا بافتتاح أماكن عديدة لتحفيظ القرآن الكريم ولتعلم التهجي والقراءة، فقد كان شغوفا بالقراءة والتأليف وألف ما يزيد عن المائة كتاب. وشارك في العديد من الندوات والمؤتمرات وإحياء دروس العلم في مسجدي السقاف وباعلوي وكان بحق عالما وأديبا ومربيا وباحثا ومعينا لطلبة العلم.

## شيوخه
وقد أخذ عن الكثير من العلماء وقد حصر عددهم نحو أربعين شيخا منهم:
| - عبد الباري بن شيخ العيدروس - محمد بن حسن عيديد | - عبد الله بن عمر الشاطري - سالم بن حفيظ بن الشيخ أبي بكر بن سالم | - علوي بن عبد الله بن شهاب الدين - محمد بن عوض بافضل | - عمر بن علوي الكاف |

## مؤلفاته
وقد بلغت نحو مائة وعشرين مؤلفا عم نفعها المسلمين من أهل الشرق والغرب وترجم الكثير منها إلى عدة لغات نذكر منها:
| - «خمسمائة سنة من سنن الصلاة» - «فوائد من الإعجاز القرآني» - «نتف الزمان في أخبار ما قد كان» - «كيف تكون غنيا» - «علاج النسيان» - «النيات» - «مختارات من كلام الإمام الحداد» - «خواص أسماء الله الحسنى» - «الآيات المتشابهات والمتماثلات والمتقاربات من القرآن الكريم» - «إحياء السنن النبوية المهجورة» - «النيات الصالحة» - «الألعاب الشعبية في تريم» - «الكلمات الدارجة في تريم» - «أسرار الفاتحة» - «الأسئلة القرآنية» - «الظواهر الكونية» - «الظواهر العصرية» - «خواص الليل» - «كتاب الحكم» - «الأوائل» - «فوائد التمر» | - «عجائب النمل» - «ملخص من التراجم» - «كيف تتجر» - «الأشعار الغريبة» - «مقالات ومقابلات صحفية» - «الحرف الوطنية» - «حرف الراء» - «كتاب السواك» - «الأذان» - «دفاع عن الحروف المهملة» - «الأبطال من النساء نساء شهيرات» - «الماء أصل الحياة» - «الشيوعية» - «الثقلاء» - «خصائص رقم (سبعة)» - «الشيب والشباب» - «خبر كان» - «الكنز الثمين من كلام السلف الصالحين» - «القراءة» - «البكاء» - «لا إله إلا الله» |

## وفاته
توفي ظهر يوم الخميس الثامن من شهر ذي القعدة سنة 1432 هـ الموافق للسادس من شهر أكتوبر لعام 2011 م، ودفن عصر يوم الجمعة السابع من أكتوبر في جبانة مدينة تريم.
قال احد تلامذته الحبيب العلامة  عمر بن حفيظ أنه حين وصله كتاب «إحياء علوم الدين» مطبوع بخط الإمام الغزالي نفسه فرح به كثيرا، ولم يتحرك من مكانه يقرأه، وكانت وفاته وهو ممسك بذلك الكتاب سعيدا ومبتسما.

## وصلات خارجية
- موقع اليوتيوب: رحمك الله يا خادم كتاب الله على يوتيوب.